# Tetramorium titus
Tetramorium titus är en myrart som beskrevs av Auguste-Henri Forel 1910. Tetramorium titus ingår i släktet Tetramorium och familjen myror. Inga underarter finns listade i Catalogue of Life.